# Franklin Pérez
Franklin Pérez (23 de diciembre de 1981) es un deportista dominicano que compitió en judo. Ganó dos medallas de bronce en el Campeonato Panamericano de Judo en los años 2004 y 2007.

## Palmarés internacional
| Campeonato Panamericano | Campeonato Panamericano       | Campeonato Panamericano | Campeonato Panamericano |
| Año                     | Lugar                         | Medalla                 | Categoría               |
| ----------------------- | ----------------------------- | ----------------------- | ----------------------- |
| 2004                    | Isla de Margarita (Venezuela) | Medalla de bronce       | Abierta                 |
| 2007                    | Montreal (Canadá)             | Medalla de bronce       | Abierta                 |